# Federación de Fútbol de Nueva Caledonia
La Federación neocaledonia de Fútbol es el ente que rige al fútbol en Nueva Caledonia, territorio de Ultramar de Francia. Fue fundada en 1928 y afiliada a la FIFA en 2004. Es un miembro de la Confederación de Fútbol de Oceanía (OFC) y está a cargo de la Superliga de Nueva Caledonia, la Copa de Nueva Caledonia y la Selección de fútbol de Nueva Caledonia y todas las demás categorías inferiores.